# Paardensport op de Olympische Zomerspelen 1960
Paardensport is een van de sporten die beoefend werden tijdens de Olympische Zomerspelen 1960 in Rome.

## dressuur

### individueel
| rang   | sporter            | paard        | land | score |
| ------ | ------------------ | ------------ | ---- | ----- |
| Goud   | Sergej Filatov     | Absent       | URS  | 2144  |
| Zilver | Gustav Fischer     | Wald         | SUI  | 2087  |
| Brons  | Josef Neckermann   | Asbach       | EUA  | 2082  |
| 4      | Henri Saint Cyr    | L'Etoile     | SWE  | 2064  |
| 5      | Ivan Kalita        | Korbey       | URS  | 2007  |
| 6      | Patricia Galvin    | Rathpatrick  | USA  | 995   |
| 7      | Rosemarie Springer | Doublette    | EUA  | 985   |
| 8      | Henri Chammartin   | Wolfdietrich | SUI  | 978   |

## eventing

### individueel
| rang   | sporter               | paard           | land | score  |
| ------ | --------------------- | --------------- | ---- | ------ |
| Goud   | Lawrence Morgan       | Salad Days      | AUS  | +7.15  |
| Zilver | Neale Lavis           | Mirrabooka      | AUS  | -16.50 |
| Brons  | Anton Bühler          | Gay Spark       | SUI  | -51.21 |
| 4      | Michael Bullen        | Cottage Romance | GBR  | -62.60 |
| 5      | Saibattal Moersalimov | Satrap          | URS  | -63.75 |
| 6      | Jack Le Goff          | Image           | FRA  | -72.91 |
| 7      | Lev Baklysjkin        | Bazis           | URS  | -85.35 |
| 8      | Marian Babirecki      | Volt            | POL  | -85.40 |

### team
| rang   | sporter                                                         | paard                                                  | land | score                       | totaal  |
| ------ | --------------------------------------------------------------- | ------------------------------------------------------ | ---- | --------------------------- | ------- |
| Goud   | Lawrence Morgan Neale Lavis Bill Roycroft Brian Crago           | Salad Days Mirrabooka Our Solo Sabre                   | AUS  | +7.15 -16.50 -118.83 DNF    | -128.18 |
| Zilver | Anton Bühler Hans Schwarzenbach Rudolf Günthardt Rolf Ruff      | Gay Spark Burn Trout Atbara Gentleman III              | SUI  | -51.21 -131.45 -203.36 DNF  | -386.02 |
| Brons  | Jack Le Goff Guy Lefrant Jehan Le Roy Pierre Durant, Sr.        | Image Nicias Garden Gulliano                           | FRA  | -72.91 -208.50 -234.30 DNF  | -515.71 |
| 4      | Michael Bullen Bertie Hill Francis Weldon Arthur Norman         | Cottage Romance Wild Venture Samuel Johnson Blue Jeans | GBR  | -62.60 -215.60 -238.01 DNF  | -516.21 |
| 5      | Lucio Tasca Ludovico Nava Giovanni Grignolo Alessandro Argenton | Rahin Arcidosso Court Hill Rainbow Bouncer             | ITA  | -125.80 -161.91 -240.50 DNF | -528.21 |
| 6      | Edward Harty Anthony Cameron Ian Dudgeon Henry Freeman-Jackson  | Harlequin Sonnet Corrigneagh St. Finnbar               | IRL  | -112.30 -251.55 -310.15 DNF | -674.00 |

## springconcours

### individueel
| rang   | sporter                      | paard          | land | score |
| ------ | ---------------------------- | -------------- | ---- | ----- |
| Goud   | Raimondo D'Inzeo             | Posillipo      | ITA  | 12.00 |
| Zilver | Piero D'Inzeo                | The Rock       | ITA  | 16.00 |
| Brons  | David Broome                 | Sunsalve       | GBR  | 23.00 |
| 4      | George H. Morris             | Sinjon         | USA  | 24.00 |
| 5      | Hans Günter Winkler          | Halla          | EUA  | 25.00 |
| 6      | Fritz Thiedemann             | Meteor         | EUA  | 25.50 |
| 7      | Naldo Dasso                  | Final          | ARG  | 28.00 |
| 7      | Bernard Jevardat de Fombelle | Buffalo        | FRA  | 28.00 |
| 7      | Hugh Wiley                   | Master William | USA  | 28.00 |

### team
| rang   | sporter                                                            | paard                                    | land | score             | totaal |
| ------ | ------------------------------------------------------------------ | ---------------------------------------- | ---- | ----------------- | ------ |
| Goud   | Hans Günter Winkler Fritz Thiedemann Alwin Schockemöhle            | Halla Meteor Ferdl                       | EUA  | 13.25 16.00 17.25 | 46.50  |
| Zilver | Frank Chapot William Steinkraus George H. Morris                   | Trail Guide Ksar d'Esprit Sinjon         | USA  | 20.00 21.50 24.50 | 66.00  |
| Brons  | Raimondo D'Inzeo Piero D'Inzeo Antonio Oppes                       | Posillipo The Rock The Scholar           | ITA  | 8.00 32.00 40.50  | 80.50  |
| 4      | Gamal El Din Harres Mohamed Zaki Elwi Gazi                         | Nefertiti Artos Mabrouk                  | RAU  | 24.00 48.00 63.50 | 135.50 |
| 5      | Bernard Jevardat de Fombelle Max Fresson Pierre Jonquères d'Oriola | Buffalo Grand Veneur Eclaire au Chocolat | FRA  | 32.50 50.25 86.00 | 168.75 |
| 6      | Vasile Pinciu Virgil Bărbuceanu Gheorghe Langa                     | Barsan Robot Rubin                       | ROU  | 41.50 57.75 75.75 | 175.00 |

## Medaillespiegel
| rang   | land               | goud | zilver | brons | totaal |
| ------ | ------------------ | ---- | ------ | ----- | ------ |
| 1      | Australië          | 2    | 1      | 0     | 3      |
| 2      | Italië             | 1    | 1      | 1     | 3      |
| 3      | Duits eenheidsteam | 1    | 0      | 1     | 2      |
| 4      | Sovjet-Unie        | 1    | 0      | 0     | 1      |
| 5      | Zwitserland        | 0    | 2      | 1     | 3      |
| 6      | Verenigde Staten   | 0    | 1      | 0     | 1      |
| 7      | Frankrijk          | 0    | 0      | 1     | 1      |
| 7      | Groot-Brittannië   | 0    | 0      | 1     | 1      |
| totaal | totaal             | 5    | 5      | 5     | 15     |

Parijs 1900 · 
Stockholm 1912 · 
Antwerpen 1920 · 
Parijs 1924 · 
Amsterdam 1928 · 
Los Angeles 1932 · 
Berlijn 1936 · 
Londen 1948 · 
Helsinki 1952 · 
Melbourne 1956 · 
Rome 1960 · 
Tokio 1964 · 
Mexico-stad 1968 · 
München 1972 · 
Montréal 1976 · 
Moskou 1980 · 
Los Angeles 1984 · 
Seoel 1988 · 
Barcelona 1992 · 
Atlanta 1996 · 
Sydney 2000 · 
Athene 2004 · 
Peking 2008 · 
Londen 2012 · 
Rio de Janeiro 2016 · 
Tokio 2020 · 
Parijs 2024 · 
Los Angeles 2028
Medaillewinnaars
Atletiek · Basketbal · Boksen · Gewichtheffen · Hockey · Kanovaren · Moderne vijfkamp · Paardensport · Roeien · Schermen · Schietsport · Schoonspringen · Turnen · Voetbal · Waterpolo · Wielersport · Worstelen · Zeilen · Zwemmen